# Der Meisterdieb und seine Schätze
Der Meisterdieb und seine Schätze ist ein französischer, komödiantischer Heist-Movie unter der Regie von Pascal Bourdiaux aus dem Jahr 2017. Er handelt vom alternden Meisterdieb Patrick, der sich mit seinen erwachsenen Töchtern versöhnen und einen letzten Coup mit ihnen durchführen will.

## Handlung
Der alternde Meisterdieb Patrick stiehlt während des Auftritts eines berühmten Geigers im Kurhaus von San Sebastián dessen wertvolle Stradivari. Hierzu hat er den Geiger in der Umkleidekabine gefesselt und steht selbst in dessen Maske auf der Bühne. Als sein Komplize Romain den Strom abschaltet, nutzt Patrick die Dunkelheit zur Flucht. Romain hintergeht Patrick jedoch – er betäubt ihn, nimmt die Geige an sich und versenkt das Fluchtfahrzeug mit Patrick im Meer.
Caroline ist eine Trickdiebin und auf der Flucht vor dem Interpol-Agenten Guillaume. Carole ist eine talentierte Informatikerin, die noch immer bei ihrer Mutter wohnt und ständig von ihr angerufen wird. Weder Caroline noch Carole weiß, dass sie Halbschwestern und Patricks Töchter sind, deren Mütter er jeweils kurz vor der Geburt verlassen hat. Sie erfahren dies erst, als der Nachlassverwalter ihres Vaters sie zur Testamentseröffnung einlädt. Er verweist auf ein Chalet im Wintersportgebiet Courchevel, in dem sich Patricks Nachlass befinden soll. Als die ungleichen Schwestern dort eintreffen, werden sie zu ihrem Erstaunen von Patrick begrüßt, der ihnen eröffnet, er wolle mit ihrer Hilfe vor seinem Ruhestand einen letzten Coup durchführen: Er will Romain, der die wertvolle Geige verkaufen will, den Verkaufspreis von 15 Millionen Euro abluchsen und mit seinen Töchtern teilen. Zunächst sind beide erbost, dass er nicht für sie da war, doch dann willigen beide ein, zumal Caroline erneut von Guillaume aufgesucht wird. Der eröffnet ihr, er sei Patrick auf den Fersen und wolle ihn über Caroline auf frischer Tat ertappen. Sollte sie die Zusammenarbeit verweigern, würde sie an die italienische Polizei ausgeliefert, auf deren Fahndungsliste sie steht.
Mit verschiedenen Verkleidungen und technischen Hilfsmitteln versuchen sie, an Romain heranzukommen, der die Geige auf der Geburtstagsfeier des Milliardärsohns Tobias Van Gaal an dessen Mutter Julianna verkaufen will. Dies gestaltet sich schwierig, da sie sich häufig uneins sind und auch noch Fred auftaucht, Caroles Arbeitskollege und Verehrer. Der Computer-Nerd hilft zwar Carole bei der Vorbereitung, bringt sie jedoch durch seine Eifersucht in eine peinliche Situation mit Romain, den sie mit K.-o.-Tropfen außer Gefecht setzen müssen, damit er keinen Verdacht schöpft.
Caroline, die Guillaume inzwischen nähergekommen ist, findet heraus, dass er nicht von Interpol ist, sondern von Patrick engagiert wurde, um sich ihre Mithilfe zu sichern. Sie weiht ihre Schwester ein und beide beschließen, ihrem Vater einen Denkzettel zu verpassen. Nachdem Romain die Geige an die Milliardärin Julianna verkauft hat und sie die 15 Millionen auf sein Konto überweisen lässt, hackt Carole sich in Romains Bank ein und transferiert das Geld auf ihr eigenes Konto. Romain kommt ihnen auf die Spur und verfolgt sie, doch gemeinsam mit Patrick können sie ihn nach einem kurzen Handgemenge loswerden. Als Caroline und Carol ihrem Vater gestehen, dass sie ihn durchschaut und die Millionen auf ihr eigenes Konto transferiert haben, ist er stolz auf ihr Talent und eröffnet, dass das Geld ohnehin für sie beide vorgesehen war. Vater und Töchter versöhnen sich und stehen schließlich gemeinsam mit Guillaume und Fred, alle fünf verkleidet, in einem Museum vor Claude Monets Bild „Treibendes Eis“, und Patrick findet, es könne ganz gut über ihren Kamin passen.

## Produktion
Der Film wurde mit einem Budget von rund 11.330.000 Euro gedreht und von Radar Films produziert. Er erschien am 4. Januar 2017 in Frankreich.

## Kritiken
„Gut konstruierte Heist-Krimikomödie mit zwei sympathischen Hauptdarstellerinnen, von deren Dynamik der Film lebt.“